# Блаже Здравев
Блаже Здравев Митрев е български революционер, деец на Вътрешната македоно-одринска революционна организация.

## Биография
Блаже Здравев е роден през 1877 година в кичевското село Големо Църско, тогава в Османската империя, днес в Северна Македония. Присъединява се към ВМОРО през 1901 година и действа с четата на Йордан Силянов – Пиперката до смъртта му в 1903 година. По време на Илинденско-Преображенското въстание през лятото на 1903 година участва в сражението с османска войска в местността Гюргевица (Гюрчейца), както и в сражението на Церско поле, в което пада убит Пиперката. След въстанието бяга в София. След 10 години се връща, но е „третиран от сръбската власт като българин“.
На 22 март 1943 година, като жител на Големо Църско, подава молба за народна пенсия, която е одобрена и отпусната от Министерския съвет на Царство България.
След създаването на Комунистическа Югославия Блаже Здравев получава югославска илинденска пенсия.